# Kaldbak
Kaldbak település Feröer Streymoy nevű szigetén. Közigazgatásilag Tórshavn községhez tartozik.

## Földrajz
A falu a sziget keleti oldalán, a Kaldbaksfjørður északi partján fekszik.

## Történelem

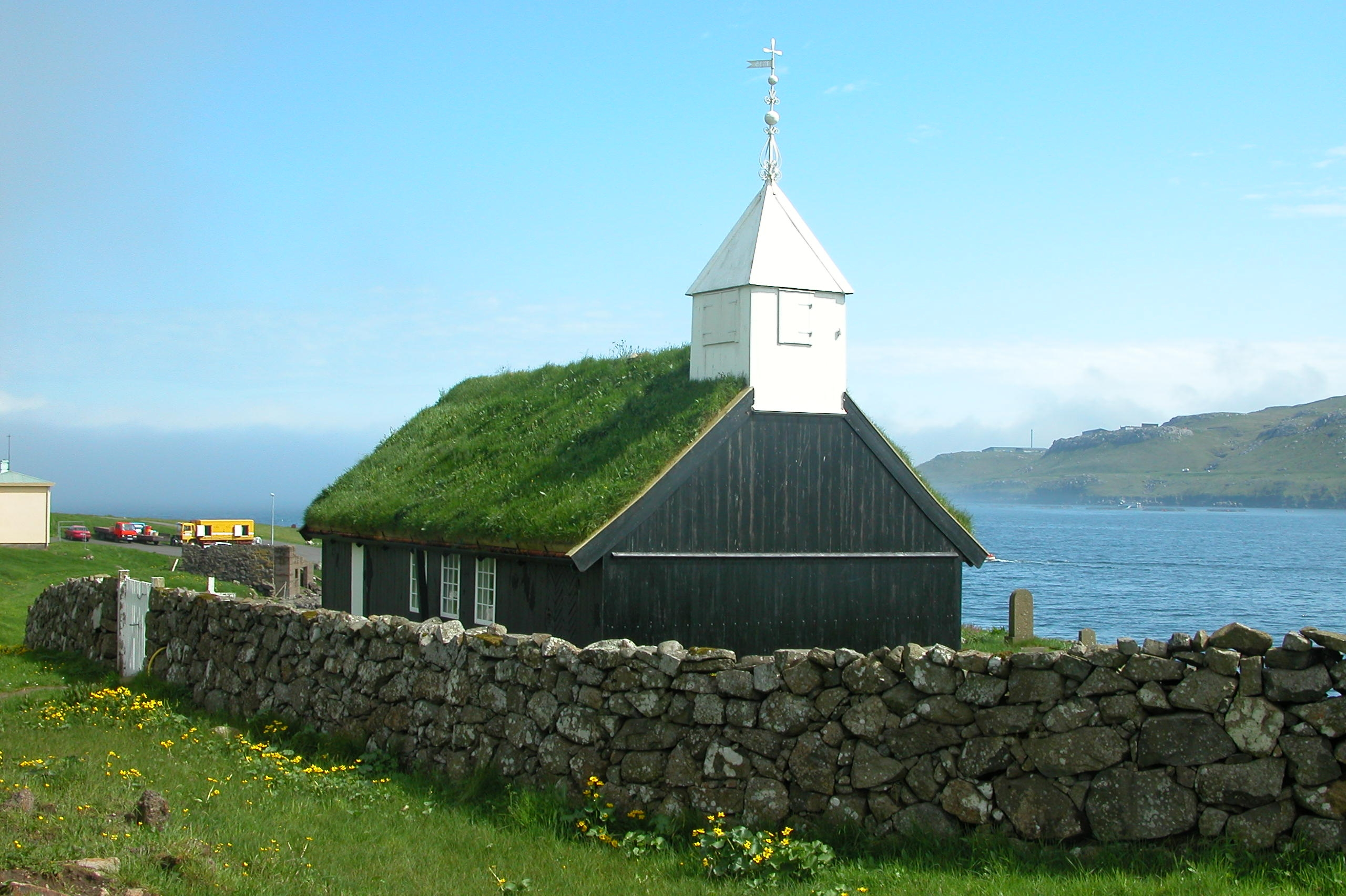
Kaldbak 1835-ben épült fatemploma

A település az ásatások tanúsága szerint már a 11. században lakott hely volt. Első írásos említése 1584-ből származik.
Jellegzetes feröeri fatemploma 1835-ben épült. A sziget közúthálózatába csak 1980-ban kapcsolták be.

## Népesség
| Év          | Lakosság |
| ----------- | -------- |
| 1986.01.01. | 151      |
| 1991.01.01. | 196      |
| 1996.01.01. | 195      |
| 2001.01.01. | 214      |
| 2006.01.01. | 222      |

## Gazdaság
A fjord vizében akvakultúra telepeken halat tenyésztenek, ami a hagyományos halászat alternatívája. Az 1970-es és 80-as években üvegszálas csónakokat építettek itt, amelyek felépítésükben megegyeztek a hagyományos feröeri csónakokkal.

## Közlekedés
A zsákfalu csak nyugati irányból, Kaldbaksbotnur felől közelíthető meg közúton. Két helyi (4-es, 5-ös) autóbuszvonal érinti.